# Clóvis Pestana
Clóvis Pestana (Porto Alegre, 27 de novembro de 1904 – Porto Alegre, 8 de maio de 2001) foi um político brasileiro. Era filho do líder republicano Augusto Pestana e, por parte de mãe, bisneto do líder farrapo Vicente da Fontoura.

## Biografia
Estudou no Colégio Santo Antônio, em São João del-Rei e no Colégio Anchieta, em Nova Friburgo. Formou-se em Engenharia civil pela então Escola Politécnica do Rio de Janeiro, e em Direito pela Faculdade de Direito de Porto Alegre.
Foi prefeito nomeado de Porto Alegre, sucedendo a Antônio Brochado da Rocha, entre maio e novembro 1945, no final do período do Estado Novo.
Comandou o Ministério dos Transportes entre 25 de outubro de 1946 e 30 de março de 1950, no Governo Eurico Dutra, e entre 1 de fevereiro de 1961 e 27 de agosto de 1961, no governo Jânio Quadros.
Clóvis Pestana foi uma das principais lideranças do extinto Partido Social Democrático (PSD). Elegeu-se deputado federal pelo Rio Grande do Sul em 1950, 1954, 1958, 1962 e 1966 - nesta última legislatura, pela ARENA.
Foi ainda diretor-técnico e diretor-geral do Departamento Autônomo de Estradas de Rodagem do Rio Grande do Sul (1938-1945), secretário de Estado dos Negócios das Obras Públicas do Rio Grande do Sul (1946) e ministro do Tribunal de Contas da União (1969-1973).
Na juventude, Clóvis Pestana foi também jogador de futebol. Disputou 20 partidas e marcou dois gols pelo time principal do Sport Club Internacional, entre abril de 1925 e novembro de 1926, quando tinha 20-21 anos. Em 1929, já ex-atleta mas ainda ligado ao clube, adquiriu por 500 mil réis uma das primeiras cotas para a construção do Estádio dos Eucaliptos.